# Панцирник Штербы
Панцирник Штербы (лат. Corydoras sterbai) — вид пресноводных лучепёрых рыб семейства панцирных сомов (Callichthyidae), аквариумная рыба. Названа в честь немецкого зоолога Гюнтера Штербы.

## Описание
Длина тела составляет 8 см, по сравнению с другими видами рода тело относительно высокое. Голова и спина от светло-коричневого до тёмно-коричневого цвета, покрыты желтоватыми крапинами. Ближе к хвостовому плавнику боковые стороны тела коричневые с желтоватыми полосами. Брюхо от белого до розового цвета.

## Распространение
Вид обитает в Бразилии в верхнем течении реки Гуапоре.

## Питание
Питается мелкими ракообразными, личинками насекомых и других беспозвоночных в растительности и на дне, а также детритом животного и растительного происхождения.

## Размножение
В период нереста в течение каждых 5—7 дней происходит спаривание, в результате которого на нижнюю сторону листьев водных растений прикрепляются одна или две клейкие икринки. В период икрометания самка производит примерно 30 икринок. Личинки вылупляются примерно через 4 дня.

## Содержание
Из-за привлекательной окраски этих рыб часто содержат в аквариумах.